# ギターカルテット アネモネ
ギターカルテット〈アネモネ〉は、杉田文、森田綾乃、深沢みなみ、渡邊茜の4人によって結成された日本のバンドである。

## 概要
2018年6月30日発行の「月刊現代ギター」2018年7月号に特集インタビューが記載され、また同号の表紙に掲載された。
メンバーのひとり杉田文は東京都内に複数の店舗を置く宮地楽器で2018年9月よりクラシックギター講座を開講している。